# Cleón II
Cleón II (Trántor, 131 - Ibídem, 200 EF), es un personaje ficticio creado por Isaac Asimov, quien es el emperador del Imperio Galáctico y último de los emperadores autoritarios. Su única aparición en la Saga de la Fundación se produce en el libro de Fundación e Imperio.

## Descripción
Cleón II, comúnmente llamado El Grande. Último emperador poderoso del Primer Imperio Galáctico, importante por el renacimiento político y artístico que tuvo lugar durante su largo reinado. Sin embargo, es más conocido en los romances por su conexión con Bel Riose, y para el hombre de la calle es simplemente "el Emperador de Riose".

## Vida
Se conoce muy poco acerca de sus orígenes, se nos da a conocer que su bisabuelo era el gobernante pirata de un minúsculo planeta y que su padre, que reinó durante veinticinco años, limpió las marcas de la rebelión en el imperio, restaurando la paz y la unidad disfrutadas bajo el reinado de Stanel VI.
Es conocido por ser el emperador, en cuyo reinado, Bel Riose  "el Último de los Imperiales", inició su campaña contra la Fundación. Sin embargo, antes de que Riose pudiera completar su conquista, fue arrestado y ejecutado por el Emperador, quien temía que Riose lo traicionara y ocupara el trono del Imperio Galáctico. Irónicamente Riose nunca pretendió ocupar el trono imperial y únicamente buscaba servir fielmente a su emperador. No se conoce mucho más sobre su reinado, citándose simplemente en el libro de Los límites de la Fundación, que bajo el reinado de Cleón II, la imperialización llegó a su punto culminante y toda especulación sobre la cuestión del origen llegó a su fin. Habiendo un mandato calificando el interés por estos temas de "especulación caduca e improductiva que tiende a minar el amor del pueblo por el trono imperial". 
Supuestamente tras la muerte de Cleon sus tres hijos se disputaron la corona produciendo la última gran guerra civil que devastaría lo poco que quedaba del Imperio. Se cree que uno de sus nietos pudo ser el emperador Dagoberto VIII quien escaparía de Trantor junto a su hijo Dagoberto IX durante el Gran Saqueo.  
- Datos: Q832128